# Bristol Fighter
La Fighter è un'autovettura sportiva prodotta dalla Bristol dal 2004 al 2011. Appartenente alla categoria delle vetture sport.

## Caratteristiche

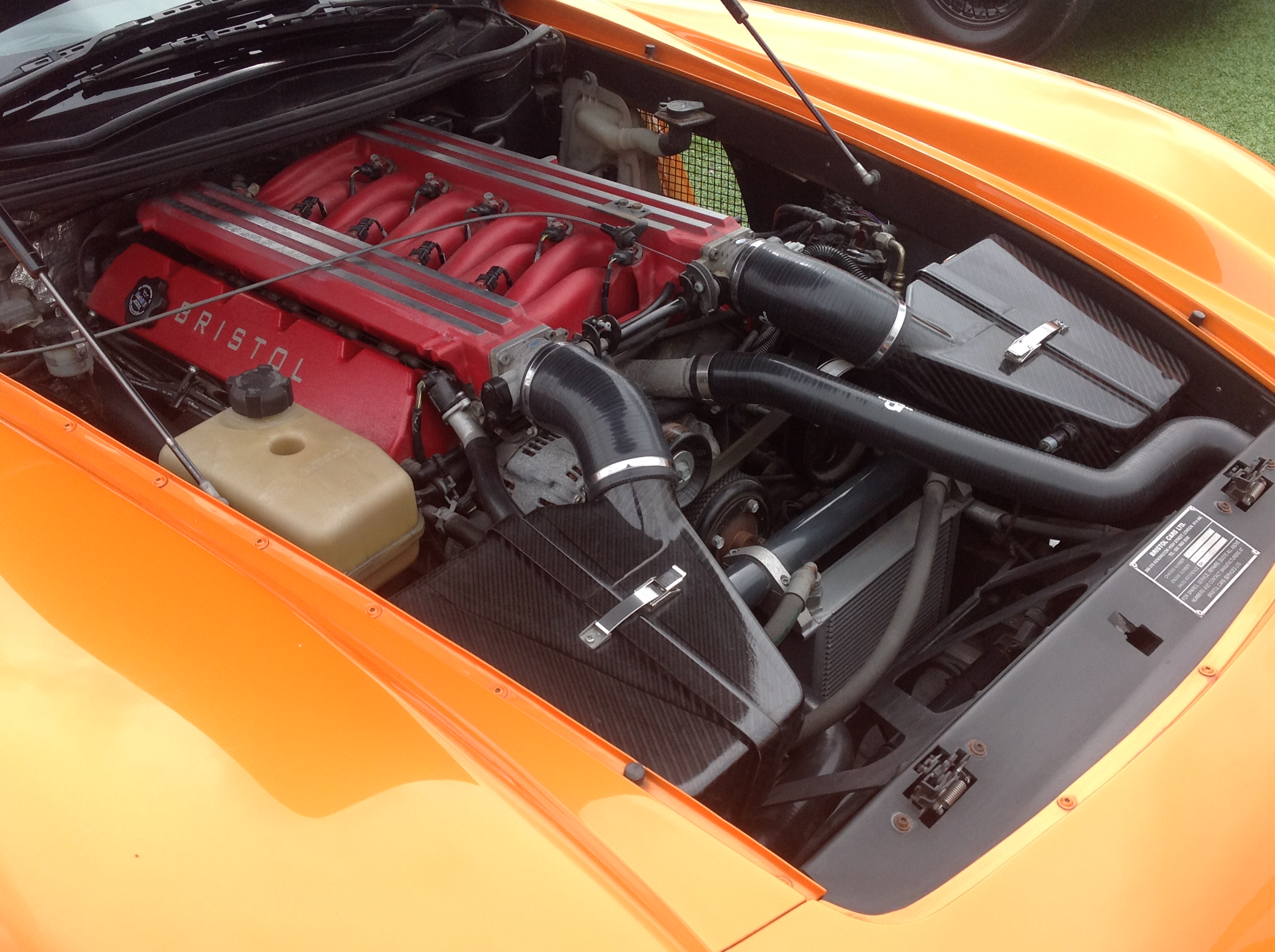
Il motore

Offerta solo con carrozzeria coupé, possedeva delle portiere ad ali di gabbiano. Il corpo vettura è stato progettato dall'ex ingegnere Brabham Max Boxstrom. Questa carrozzeria possedeva un coefficiente di resistenza aerodinamica di 0,28.
Il modello aveva installato un motore V10 da 7.996 cm³ di cilindrata basato su quelli installati sulla Dodge Viper e sulla Dodge Ram SRT-10. Il propulsore venne modificato dalla Bristol e produceva 525 CV di potenza a 5.600 giri al minuto e 698 N•m di coppia a 4.200 giri al minuto. L'utilizzo di un motore del gruppo Chrysler su modelli Bristol, fece continuare una tradizione iniziata dalla casa automobilistica britannica nel 1961. Nella più potente versione Fighter S, il motore fu potenziato a 628 CV. Il modello base pesava 1.600 kg e il motore era montato anteriormente.
La Fighter aveva installato un cambio manuale a sei rapporti, oppure una trasmissione automatica a quattro marce. La trazione era posteriore. La Fighter aveva un'accelerazione da 0 a 97 km/h di circa 4 secondi e toccava una velocità massima di 340 km/h.
Sebbene gli schizzi del modello fossero stati pubblicati un certo tempo prima del lancio, l'auto completa fu mostrata al pubblico la prima volta nel maggio del 2003. La prima prova su strada eseguita da una rivista specializzata, fu realizzata dal periodico Evo nell'aprile del 2005.

## La Fighter T
Nel 2006 la Bristol annunciò la Fighter T, un modello con turbocompressore avente installato una versione modificata del motore V10 da 8 L di cilindrata, che erogava 1.012 CV di potenza e 1.405 N•m di coppia. Questo fu il primo motore V10 a benzina sovralimentato montato su una vettura prodotta in serie. La Fighter T aveva un coefficiente di resistenza aerodinamica di 0,27. Potenzialmente, secondo i dati diffusi dalla Bristol, il modello sarebbe stato in grado di raggiungere i 430 km/h. La velocità era però limitata elettronicamente a 362 km/h. Quando la Fighter T fu lanciata sul mercato, era più potente della Bugatti Veyron, il cui motore erogava 1.001 CV, ma meno performante della SSC Aero. Il primo esemplare di Fighter T è stato consegnato nel settembre del 2007.

## Specifiche
| Modello   | Motore    | Cilindrata | Potenza massima       | Coppia massima         | Accelerazione 0-97 km/h | Velocità massima    |
| --------- | --------- | ---------- | --------------------- | ---------------------- | ----------------------- | ------------------- |
| Fighter   | V10       | 7.996 cm³  | 525 CV @ 5.500 giri   | 712 N•m @ 4.200 giri   | circa 4 s               | 340 km/h            |
| Fighter S | V10       | 7.996 cm³  | 628 CV @ 5.900 giri   | 790 N•m @ 3.900 giri   | 4 s                     | 340 km/h            |
| Fighter T | V10 turbo | 7.996 cm³  | 1.012 CV @ 5.600 giri | 1.405 N•m @ 4.500 giri | 3,5                     | 362 km/h (limitata) |